# Hit Mania 2014
Hit Mania 2014 è una compilation di artisti vari facente parte della serie Hit Mania, pubblicata il 10 dicembre 2013..
È stata pubblicata in versione singola (da un CD) e in versione cofanetto (da 4CD) contenente anche: CD2: STREET ART - Urban Sounds vol.4, CD3: NEXT - Social Music App. Vol.1, CD4: HOUSE MANIA EDM Vol.1.
La compilation è mixata dal DJ Mauro Miclini.
La copertina è stata progettata e curata da Gorial.

## Tracce
1. Jason Derulo – Talk Dirty (feat. 2 Chainz)
2. Le Kid – We Are Young
3. Dillon Francis – Without You (feat. T.E.E.D)
4. Klingande – Jubel
5. Benny Benassi – Dance The Pain Away (feat. John Legend) (Alex Gaudino & Jason Rooney RMX)
6. Klangkarussell – Sonnentanz – Sun Don't Shine (feat. Will Heard)
7. Bob Sinclar – Cinderella (She Said Her Name)
8. Ola – Jackie Kennedy
9. Eelke Kleijn – Stand Up (feat. Tres:or)
10. DJ Antoine vs. Mad Mark – Sky Is the Limit
11. Hardwell – Jumper (feat. W&W)
12. Magic Box – Scream My Name
13. Margaret – Thank You Very Much
14. Tinie Tempah – Children of the Sun (feat. John Martin)
15. Placebo – Too Many Friends
16. Imany – Please and Change
17. Emis Killa – Scordarmi chi ero
18. Bruno Mars – Treasure
19. San Cisco – Rocket Ship
20. Drake – Hold On, We're Going Home (feat. Majid Jordan)
21. Jake La Furia – Gli anni d'oro
22. Francesco Sarcina – Odio le stelle
23. Marco Mengoni – Non passerai
24. Nicole Cherry – Never Say Never (Short Version)